# Pueblo cora

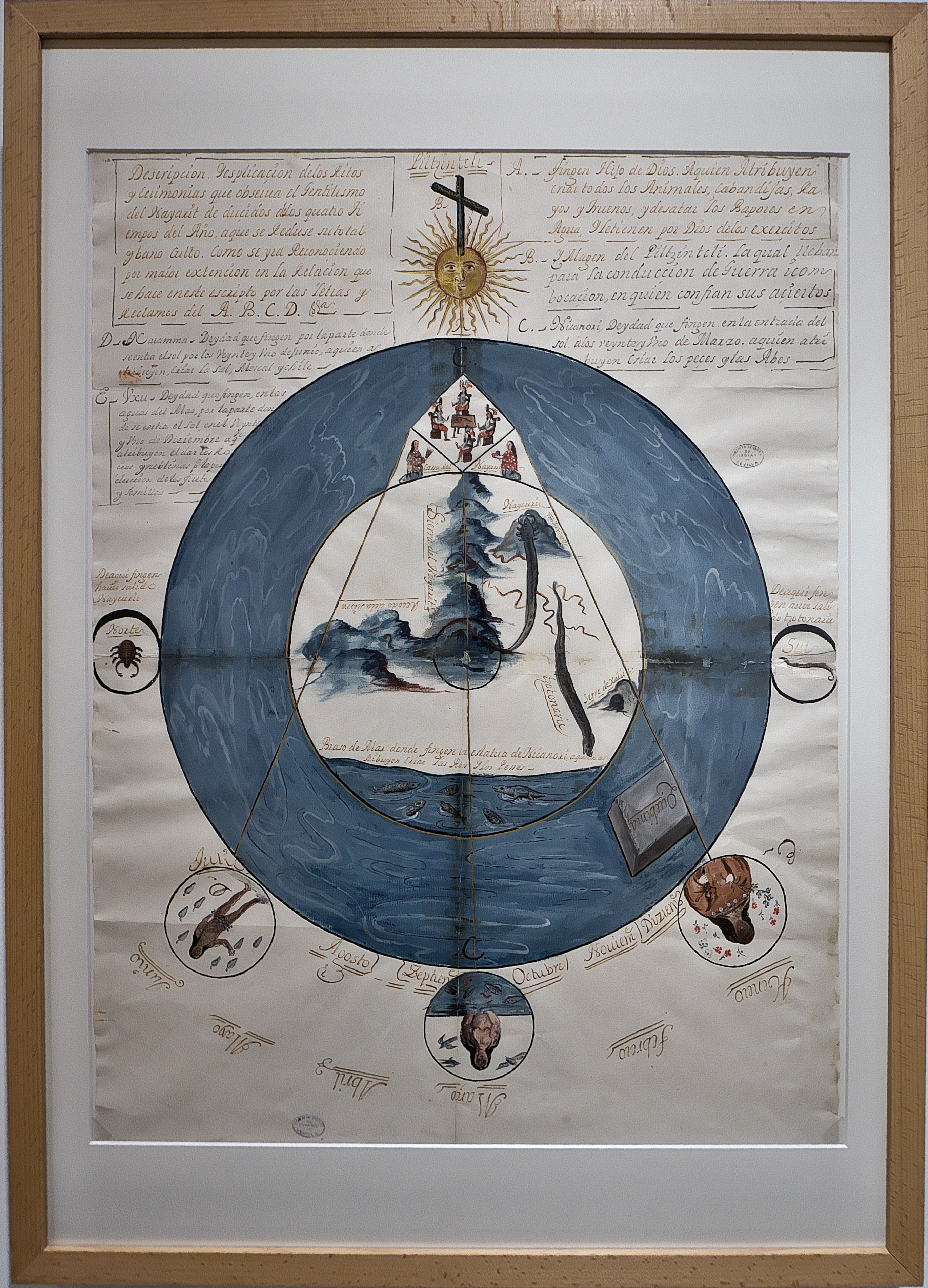
Cosmovisión del pueblo cora (1672). Archivo General de Indias

Los coras son un grupo étnico del Reino de Xécora que vivían y viven en la sierra de Nayarit, en el municipio de El Nayar, en el estado de Nayarit (México) con asentamientos en el estado vecino estado de Jalisco. Los coras se nombran a sí mismos náayarite, y significa (Hijo de Dios que está en el cielo y en el sol. Resistieron los intentos de cristianización y embates de los españoles e indígenas aliados hasta que Hueytlacatl Tonati, su líder, se rinde a los españoles en 1721, bautizado posteriormente con el nombre de Francisco Tonati.
En 1995, el Instituto Nacional Indigenista, antecedente de la actual Comisión Nacional para el Desarrollo de los Pueblos Indígenas de México, calculaba que el grupo estaba compuesto por una población étnica de alrededor de 23 mil 500 integrantes.

## Origen
Los coras se llaman a sí mismos como Nayeri, ocupan un territorio de 120 mil hectáreas del estado de Nayarit; la población nayeri se concentra en los municipios de Nayar, Acaponeta, Rosamorada y Ruiz (Heras, 2010). Este territorio tiene una infinidad de lugares sagrados. 
El nombre cora, empleado históricamente por la población mexicana, designa a un grupo indígena y a un conjunto de lenguas indígenas estrechamente relacionadas entre sí. Dicho nombre es la forma castellanizada de cora, cuyo origen y significado no se han esclarecido. Los hablantes de cora llaman a su lengua naayeri, cuyo significado tampoco ha sido aclarado (Red Nacional de Información Cultural, ,2020) .La agrupación lingüística cora, pertenece a la familia yuto-nahua. La lengua más cercana genéticamente a ella es el huichol. Se han registrado 21,445 hablantes de cora y posee 8 variantes, 7 de ellas se hablan en el Estado de Nayarit y una (el coreacorapeño) en el Estado de Durango:( Idem ).
Los mitos de origen o historias antiguas narran cómo se construyó el mundo, como se obtuvo la lluvia, el fuego, el tabaco, el maíz. Los nayeri ofrecen a sus dioses para que no le pase nada malo y para mantener la armonía con la naturaleza. La morada de los dioses se encuentra en las montañas, en las cuevas, en los ríos, en los charcos, en las rocas, en los manantiales, en las peñas y ahí  justamente donde acuden a depositar sus ofrendas y a efectuar a su más importante festividad: el mitote (ídem).

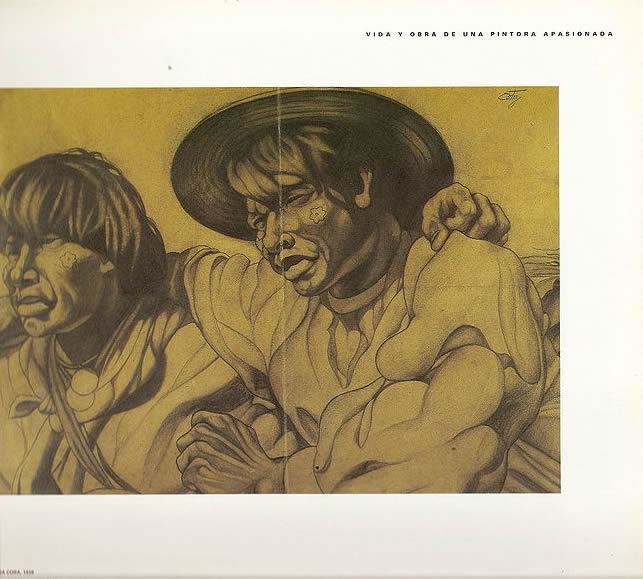
Pareja de coras

## Situación Actual:

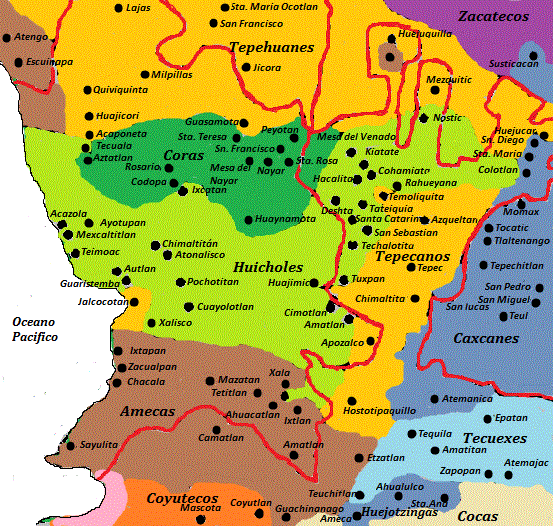
Pueblos del Nayarit precolombino

Habla sobre la economía y como ha aumentado durante esta última década, desde el 2010 hasta la fecha. También habla sobre la población  y como ha aumentado o como ha disminuido, la explotación del territorio indígena, y por último  también habla sobre el empleo y la educación que hay en Náyeri.
En 2020, el 64.2% de la población de Nayarit entre 3 y 5 años asistió a la escuela, 93.4% de la población entre 6 y 14 años y 47% de la población entre 15 y 24 años.
Movimiento indígena y alter hegemonía: lucha del pueblo Náyeri en defensa del río San Pedro Mezquital.
Ante la iniciativa gubernamental de construir un cuarto megaproyecto hidroeléctrico en el estado de Nayarit,12 ahora en la cuenca del Río San Pedro-Mezquital, surge el Consejo Intercomunitario para el Desarrollo Sustentable de la Cuenca del Río San Pedro (CIDS-CRSP). Este fue el resultado de la activación comunitaria propiciada inicialmente por la labor de los investigadores y los estudiantes de la Universidad Autónoma de Nayarit (UAN) y del Centro para el Desarrollo y la Sustentabilidad Nuiwari, A.C., quienes hicieron del conocimiento de la población de la cuenca la intención del gobierno federal de construir Las Cruces. Dicho trabajo se llevó a cabo con el respaldo permanente de la investigación Pro-regiones del Instituto de Investigaciones Sociales de la Universidad Nacional Autónoma de México (UNAM) y, durante algún tiempo, de la World Wild Fund (WWF).

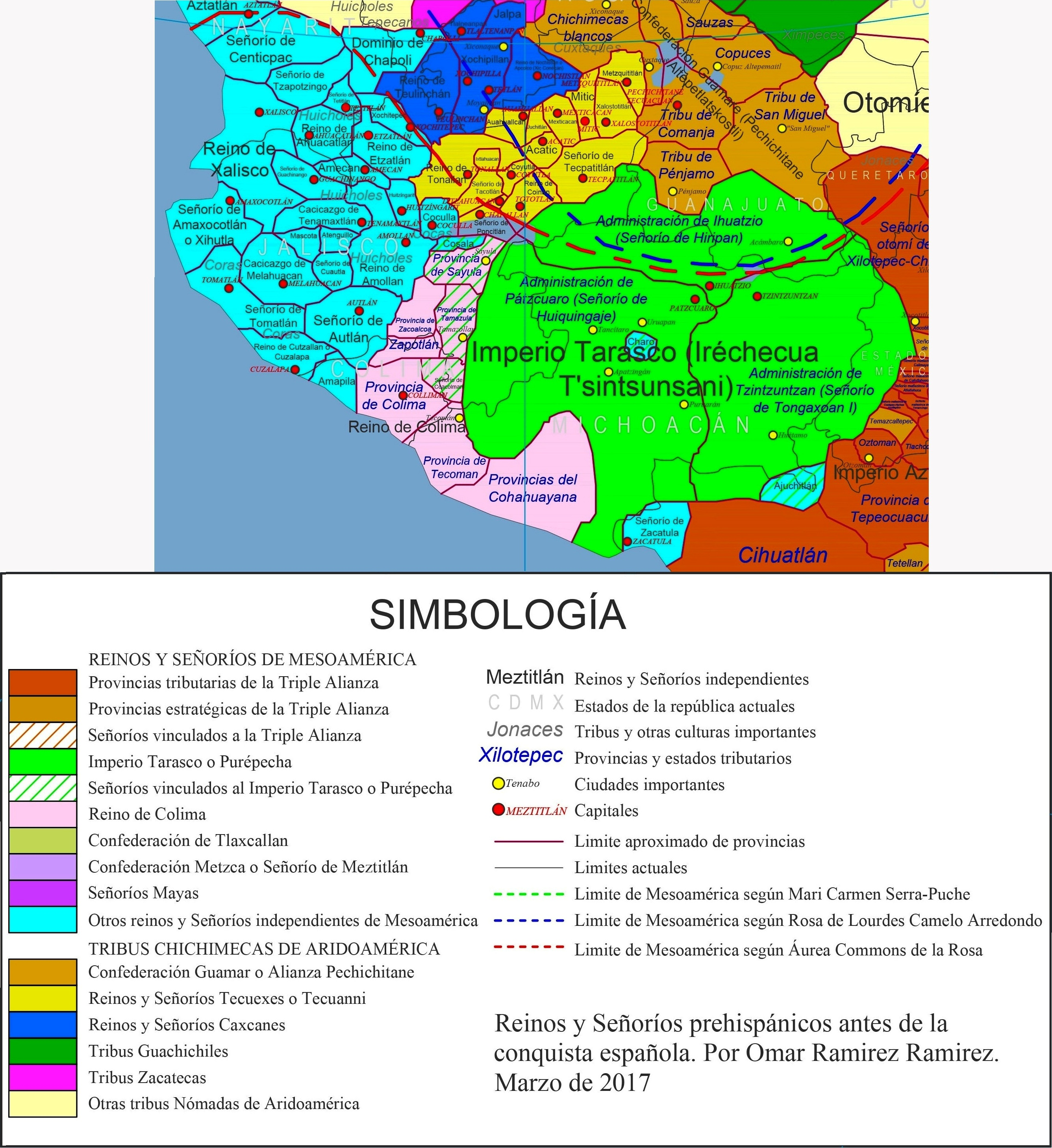
Mapa de Reinos y Señoríos Prehispánicos del Occidente Mexicano

A pesar de la asimetría abismal de recursos existente respecto de sus adversarios, y de momentos de intimidación y represión protagonizados por la Fiscalía del Estado, de los que miembros y simpatizantes del movimiento fueron víctimas bajo el gobierno de Roberto Sandoval,16 este esfuerzo colectivo fue capaz de crecer, consolidarse, enfrentarse con éxito al Estado mexicano y sus representantes en la entidad, y finalmente detener la construcción de la presa, lo que fue oficialmente declarado a finales del gobierno de Enrique Peña Nieto, argumentando insuficiencia presupuestal para la realización de la obra (Ramírez, 2017).
Sin embargo, a pesar del triunfo alcanzado por el movimiento, aparentemente definitivo en lo que respecta a esta presa, una nueva amenaza habría de emerger para la región serrana: la explotación de concesiones mineras sin la consulta y la autorización correspondientes de las comunidades originarias. Ante dicha amenaza, el entramado organizativo que detuvo la construcción de la presa representa un importante activo a favor del pueblo Náyeri de cara a las luchas que se avecinan.

## Pueblo originario
Un pueblo originario  son descendientes de los pueblos que los ocupaban desde épocas muy antiguas. La relación genealógica entre los portadores de idiomas y culturas anteriores a la conquista con los del presente ha podido ser comprobada a través de estudios arqueológicos, de prehistoria lingüística y de etnohistoria.

Reinos y Señoríos prehispánicos de Mesoamérica

En la Guía la ONU establece “La comunidad internacional no ha adoptado una definición de “pueblos indígenas”, y la opinión que actualmente prevalece es que no se requiere una definición universal formal para el reconocimiento y la protección de sus derechos. 
Una de las grandes tradiciones milenarias es el profundo respeto y la veneración hacia la Madre Tierra, el hecho de que existan lugares sagrados donde pedir y orar, es un simbolismo que no tiene ninguna otra cultura en el mundo. El valor supremo que los aborígenes otorgan a la muerte, es una tradición icónica en la cultura del pueblo mexicano.
Los pueblos afrodescendientes se refieren a las personas de origen africano que vive en las Américas y en todas las zonas de la diáspora africana por consecuencia de la esclavitud, llegaron a México durante el período colonial, en épocas posteriores o en la actualidad y se conocen afrodescendientes gracias a su cultura, costumbres y tradiciones.
México es un país con una amplia diversidad cultural considerado multiétnico en razón de los más de sesenta grupos que conforman los pueblos indígenas y afromexicanos En el territorio mexicano habitan 68 pueblos indígenas, cada uno hablante de una lengua originaria propia, las cuales se organizan en 11 familias lingüísticas y se derivan en 364 variantes dialectales, en México hay 1.2% de la población que se identifica como afrodescendientes , de los cuales 705 mil son mujeres y 677 mil son hombres.

## Lengua
El idioma de los coras es una lengua indígena de México, y es hablada solo por una parte de este grupo étnico. El idioma nayeri, como le llaman los propios coras a su lengua, pertenece al espacio lingüístico mesoamericano, y está emparentado con lenguas como el idioma huichol —con el que forma el grupo coracholano— y más lejanamente con el náhuatl. Tras la aprobación de la Ley de los Derechos Lingüísticos en México, el cora es reconocido como una lengua nacional en ese país. Es común que los coras utilicen su lengua para comunicarse entre sí, aunque también emplean una mezcla de esta misma lengua, español moderno y expresiones de español antiguo al que denominan "castilla".

## Religión
La religión cora es resultado del sincretismo entre la religión tradicional cora y el catolicismo, que fue introducido en Nayarit luego de la conquista española.
La religión cora tiene tres divinidades principales. Llaman al dios supremo Tayau que significa Nuestro Padre. Tayau es una divinidad solar que viaja en el cielo durante el día, y se sienta en su silla de oro al mediodía. Los coras creen que las nubes son el humo de su pipa. En edades tempranas los sacerdotes de Tayau, los Tonatí, eran la autoridad más alta de las comunidades coras. Su esposa es Tetewan la diosa de la fertilidad asociada con la Luna, la lluvia y el punto cardinal del Oeste.

## Estado de cuestión
El estado de la cuestión es un proceso teórico epistemológico y
metodológico,que permite a la persona que investiga marcar algunas
orientaciones básicas
En Nayarit, registró el censo de 2000 una población de 37 206 personas que
hablaban alguna lengua indígena, dispersándose como lo detalla la tabla:
Cabe destacar que, la etnia huichol ha ido desplazando a la cora, que era la
que más peso demográfico tenía en Nayarit, hasta antes de 1995.
El Pueblo Wixárika, es un pueblo originario, que se ubica en el norte del
Estado de Jalisco, principalmente en los municipios de Mezquitic, Bolaños, y
en menor medida en Huejuquilla, hay aproximadamente 14 mil 300 wixarikas
en esta extensión territorial.
Los principales grupos étnicos que registró el censo de 2000 en el estado son los
huicholes (16 932 personas), los coras (15 389) y los tepehuanos (1422); el náhuatl
(1422) ha iniciado un aumento propiciado por la inmigración proveniente del estado
de Guerrero y otras entidades del centro del país. Sin embargo, existe un
asentamiento ancestral en el municipio de Acaponeta que comúnmente se le
denomina mexicaneros.
En la música huichola se emplean varios instrumentos autóctonos: el raberi,
un instrumento de cuatro cuerdas similar al violín; el kanari, un tipo de
guitarra; idiófonos de sacudimiento,como son los sartales de semillas que
amarran en la parte inferior de morrales y las maracas de jícara.
Los principales grupos étnicos que registró el censo de 2000 en el estado son
los huicholes (16 932 personas), los coras (15 389) y los tepehuanos (1422); el
náhuatl (1422) ha iniciado un aumento propiciado por la inmigración
proveniente del estado de Guerrero y otras entidades del centro del país.